# Giovanni Rossino
Giovanni Rossino (Scicli, 13 settembre 1939) è un politico italiano.

## Biografia
Esponente del Partito Comunista Italiano, ricoprì la carica di deputato per tre legislature, venendo eletto alle politiche del 1976 (19.118 preferenze), alle politiche del 1979 (20.494 preferenze) e alle politiche del 1983 (23.493 preferenze).
Terminò il mandato parlamentare nel 1987.